# 遵义市第一人民医院
遵义市第一人民医院（英語：The First People's Hospital Of Zunyi），又名遵义医科大学第三附属医院，原名遵义地区医院，创建于1938年，是一所位于贵州省遵义市的三级甲等综合医院。
1998年遵义撤地设市后更名为遵义医院，2003年成为遵义医科大学第三附属医院，2011年更名为“遵义市第一人民医院”。

## 历史沿革
1938年8月，遵义县卫生院成立。1949年1月遵义专署人民医院成立。1949年11月，遵义县卫生院并入遵义专署人民医院。1950年12月，遵义专署人民医院撤销，成立遵义专区医院。